# Szamocin
Szamocin é um município da Polônia, na voivodia da Grande Polônia e no condado de Chodzież. Estende-se por uma área de 4,67 km², com 4 305 habitantes, segundo os censos de 2016, com uma densidade de 921,8 hab/km².